# Voo Voo (album)
Voo Voo – pierwsza płyta długogrająca nagrana przez zespół Voo Voo. Została wydana w formacie LP w 1986 przez wytwórnię Pronit (PLP 0025), w 1991 Polton wydał tę płytę w formacie CD (CDPL 027).

Zdziwiło mnie, że płyta była przyjęta tak poważnie. Została przyjęta dosłownie, nawet zbyt dosłownie – co się wiązało z pewnymi szlabanami, zakazami. Gdyby jej słuchać na poważnie to jest strasznie naiwna. To są wszystko opowieści surrealistyczne, z dużą domieszką ironii – tak to nazwijmy. Ja tę płytę lubię z wielu powodów. Była dość niespotykana brzmieniowo. (...) Miała pewne, charakterystyczne brzmienie, do którego już nie wracaliśmy. Dość dobrze jest wyprodukowana. Jest tu kupa pomysłów. Bawiłem się w takie rozwiązania, że operuje się "bardzo wysoką górą i bardzo niskim dołem", a środek zabezpiecza tylko mój głos. Pojawiła się w to wszystko wmontowana czelesta, zresztą przez przypadek, pojawiły się tam harmonie i skale, które później rozwinąłem.

## Lista utworów
| 1.  | „Wizyta I”   | 2:31  |
|     |              |       |
| 2.  | „Wizyta II”  | 3:57  |
|     |              |       |
| 3.  | „Wizyta III” | 4:17  |
|     |              |       |
| 4.  | „Wizyta IV”  | 3:45  |
|     |              |       |
| 5.  | „Faz”        | 2:44  |
|     |              |       |
| 6.  | „F-I”        | 2:54  |
|     |              |       |
| 7.  | „Faza I”     | 3:33  |
|     |              |       |
| 8.  | „Faza II”    | 3:23  |
|     |              |       |
| 9.  | „Faza III”   | 4:06  |
|     |              |       |
| 10. | „Faza IV”    | 4:11  |
|     |              |       |
| 11. | „Faza”       | 3:57  |
|     |              |       |
|     |              | 39:18 |
|     |              |       |

## Twórcy
- Wojciech Waglewski – śpiew, gitara, czelesta, kotły
- Andrzej Nowicki – gitara basowa, harmonijka ustna
- Milo Kurtis – instrumenty perkusyjne, drumla, sygnałówka
- Marek Czapelski – bębny
- Wojciech Morawski – bębny
- Sarandis Juvenudis (gościnnie) – bębny

oraz
- Jerzy Andrzej Byk – producent
- Wojtek Przybylski – inżynier dźwięku
- Jacek Rogulski – inżynier dźwięku
- Bartłomiej Kuźnicki – projekt okładki